# Hartenberg/Steincheswiese
Das Naturschutzgebiet Hartenberg/Steincheswiese liegt im Westerwaldkreis in Rheinland-Pfalz.
Das etwa 18,56 ha große Gebiet, das im Jahr 1990 unter Naturschutz gestellt wurde, erstreckt sich in zwei Teilflächen nordwestlich und südöstlich der Ortsgemeinde Molsberg. Südlich und westlich verläuft die Landesstraße L 315, westlich verläuft die B 8.
Schutzzweck ist die Erhaltung und Entwicklung des Gebietes als Lebensraum bestandsbedrohter Tierarten, als Standort seltener, in ihrem Bestand bedrohter wildwachsender Pflanzen und Pflanzengesellschaften und aus wissenschaftlichen Gründen.